# Sesma (Navarra)
Sesma es un municipio y villa de la Comunidad Foral de Navarra, en la Merindad de Estella, comarca de la Ribera del Alto Ebro. Cuenta con una población de 1247 habitantes (INE 2024).

## Demografía
Sesma cuenta con una población de 1247 habitantes (INE 2024).
| Gráfica de evolución demográfica de Sesma entre 1842 y 2021                                                         |
| |
| Población de derecho según los censos de población del INE Población de hecho según los censos de población del INE |

## Administración y política
| Partido político                                            | 2019  | 2019       | 2015  | 2015       | 2011  | 2011       | 2007  | 2007       | 2003  | 2003       | 1999  | 1999       | 1995  | 1995       | 1991  | 1991       |
| Partido político                                            | %     | Concejales | %     | Concejales | %     | Concejales | %     | Concejales | %     | Concejales | %     | Concejales | %     | Concejales | %     | Concejales |
| Partido Socialista de Navarra (PSN-PSOE)                    | 67,64 | 6          | 86,62 | 9          | 55,47 | 5          | 59,45 | 6          | 55,4  | 5          | 38,88 | 3          | —     | —          | —     | —          |
| Navarra Suma (NA+)                                          | 29,59 | 3          | —     | —          | —     | —          | —     | —          | —     | —          | —     | —          | —     | —          | 31,73 | 3          |
| Coalición Independiente de Sesma (CIS)                      | —     | —          | —     | —          | 42,71 | 4          | 38,58 | 3          | 42,51 | 4          | 58,42 | 6          | 99,86 | 9          | —     | —          |
| Agrupación Sesmera Independiente Almuza (ASIA)              | —     | —          | —     | —          | —     | —          | —     | —          | —     | —          | —     | —          | —     | —          | 67,14 | 6          |
| Agrupación Independiente de Agricultores y Ganaderos (AIAG) | —     | —          | —     | —          | —     | —          | —     | —          | —     | —          | —     | —          | —     | —          | 31,73 | 3          |